# Fenêtre du vestibule
La fenêtre du vestibule (ou fenêtre ovale ou fenêtre vestibulaire) est une ouverture de la paroi labyrinthique de la cavité tympanique qui communique avec la cochlée.
Elle est située au-dessus et en arrière du promontoire.
C'est une ouverture réniforme menant de la cavité tympanique au vestibule de l'oreille interne. Son plus grand diamètre est horizontal et la bordure convexe orientée vers le haut.
Elle est recouverte d'une membrane reliée à la base de l'étrier qui est fixée par un ligament annulaire au bord de la fenêtre.
Les vibrations de la membrane tympanique sont transmises par les trois osselets au niveau de cette membrane. La chaîne d'osselets amplifie plus de 10 fois les vibrations du tympan.

## Galerie

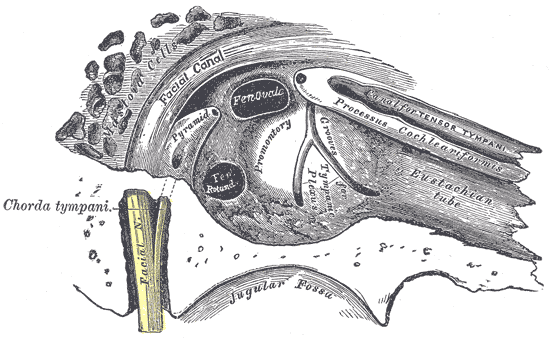
Vue de la paroi interne du tympan. La fenêtre du vestibule est l'ovale situé en haut.
La cochlée.